# Повернення блудного сина (Рембрандт)
«Повернення блудного сина» — відоме полотно Рембрандта за сюжетом притчі із Нового заповіту (Євангеліє від Луки 15, 20 — 24) про блудного сина, експонується в Ермітажі. Ця картина була намальована незадовго до смерті художника.

## Сюжет
На картині зображено фінальний епізод притчі, коли блудний син повертається додому, «…А коли він далеко ще був, його батько вгледів його, і переповнився жалем: і побіг він, і кинувсь на шию йому, і зачав цілувати його! І озвався до нього той син: Прогрішився я, отче, против неба та супроти тебе, і недостойний вже зватися сином твоїм…»

## Опис
Це найбільше полотно Рембрандта на релігійну тему. Рембрандт зосередився на самій суті притчі — зустрічі батька із сином і прощенні.

Автор трактує сюжет з великим трагізмом, возвеличуючи його до символу загальнолюдського значення. Фігури головних героїв виражають складну гаму почуттів: розкаяння і милосердя, безмежну любов і гіркоту пізнього духовного прозріння. Ці образи одна із вершин психологічного таланту Рембрандта.Автор виділяє батька й сина яскравим світлом.